# Sofiene Chaari
Sofiene Chaari (1962 – 22 agosto 2011) è stato un attore tunisino.

## Biografia
Sofiene Chaari è un attore tunisino, è noto per il suo ruolo di Sboui nella serie televisiva Choufli Hal.
In televisione, recita nelle serie Mnamet Aroussia, Chez Azaïez e Loutil. Nel 2005, ha ottenuto il ruolo di Sboui nella serie televisiva Choufli Hal, un ruolo che lo ha reso popolare tra il pubblico tunisino. Suona lì al fianco di Mouna Noureddine e Kamel Touati. Ospita anche un programma per bambini, lo spettacolo Sofiène, trasmesso dalla televisione nazionale.
22 agosto 2011, poco prima di mezzanotte, è morto in una clinica a La Marsa a seguito di un infarto. Fu sepolto il giorno successivo in un cimitero di  Manouba

## Filmografia

### Cinema
- Festin, regia di Mohamed Damak – cortometraggio (1998)
- Deadlines, regia di Ludi Boeken e Michael A. Lerner (2004)
- Always Brando - Quand tombent les étoiles, regia di Ridha Behi (2011)
- Il principe del deserto (Black Gold), regia di Jean-Jacques Annaud (2011)

### Televisione
- Mnamet Aroussia - miniserie TV (2000)
- Chez Azaïez - miniserie TV, 5 episodi (2003)
- Choufli Hal - serie TV, 164 episodi (2005-2009)
- Nsibti Laaziza - serie TV (2010)